# Peel Sound
Il Peel Sound è il braccio di mare fra l'isola di Somerset (a est) e l'isola Principe di Galles a ovest, che si apre a nord sullo Stretto di Barrow a Cape Swansea, mentre verso sud continua nello Stretto di Franklin. Politicamente si trova nel Nunavut, nel nord del Canada.
Il Peel Sound ha una lunghezza di 230 km. La larghezza varia da 25 a 50 km. Nel canale si trovano molti isolotti, fra cui Prescott Island, Lock Island, Vivian Island, Pandora Island, Otrick Island, Barth Island, De la Roquette Islands e Gibson Island.
L'area intorno allo stretto è completamente disabitata e l'ultimo stretto del passaggio a nord ovest in cui i ghiacci si sciolgo rimanendo per quasi la totalità dell'anno impraticabile per le imbarcazioni, all'estremo sud dove finisce il Peel sound si trova l'isola di Re Guglielmo su cui sorge la cittadina di Gjoa Haven nome preso da "Gjoa" la barca di Roald Amundsen che vi soggiornò per due anni (1903-1905) per poi riuscire a concludere per primo nel 1906 la rotta considerata la più difficile al mondo.

## Storia
Nel 1846 Sir John Franklin attraversò lo stretto per poi naufragare poco dopo.
Le rive orientali del canale furono oggetto di rilevazioni cartografiche da parte di James Clark Ross nel 1849. Nel 1858 Francis Leopold McClintock tentò di penetrare nel canale, ma fu bloccato dai ghiacci. Lo stesso accadde a Allen Young nel 1875.
Nel 1906 Roald Amundsen riuscì nell'intento di percorrere il passaggio a nord ovest attraversando proprio il Peel Sound.

## Galleria d'immagini

Peel Sound
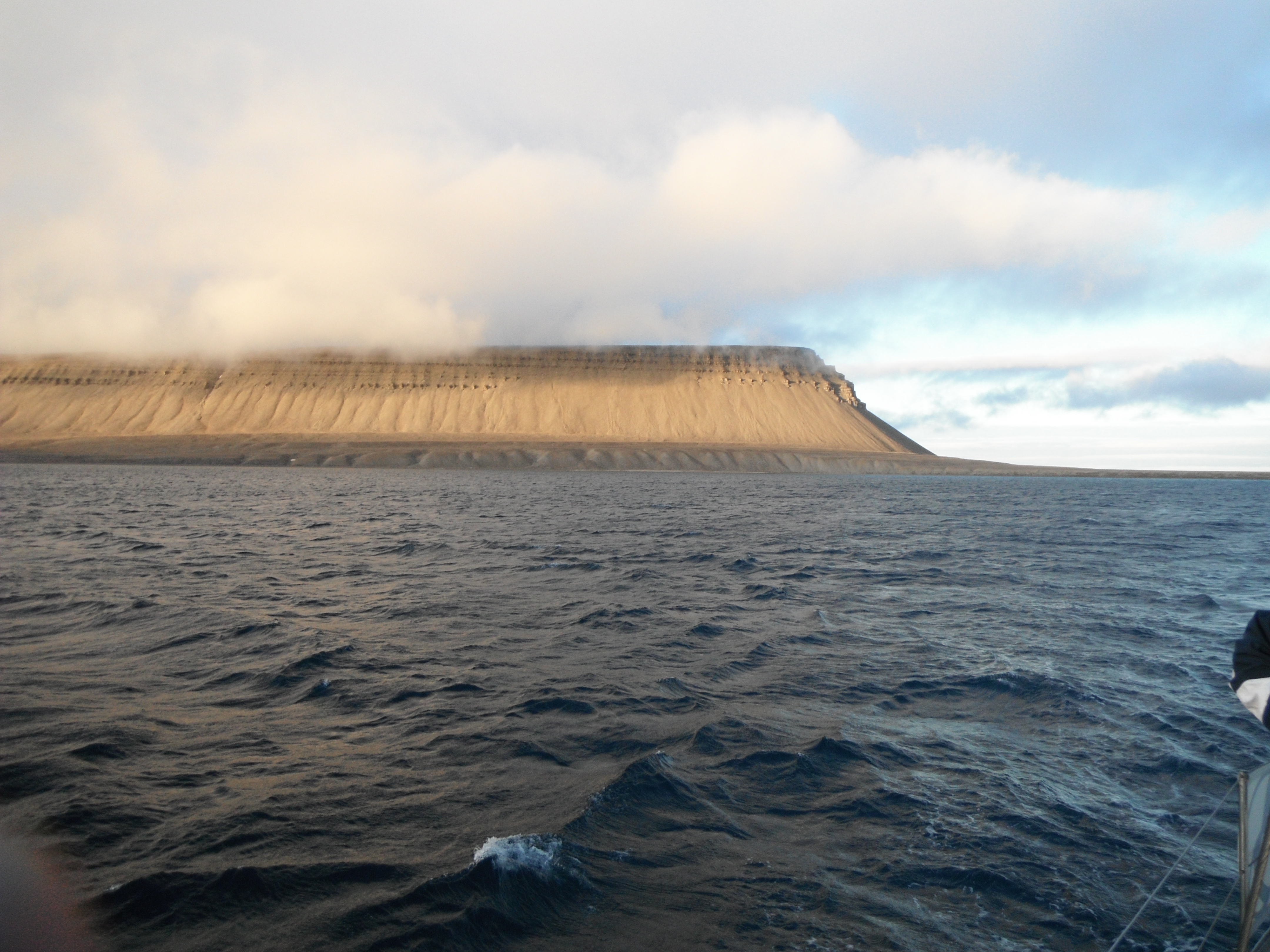
Entrata nel Peel Sound